# 포젠 연설
포젠 연설(Posen Speeches)은 1943년 10월 4일과 일에 나치 독일의 친위대 수장이던 하인리히 힘러가 당시 나치 독일의 점령지이던 폴란드의 포즈난에서 유대인이 절멸되어가고 있음을 알린 연설이다.

## 같이 보기
- 신질서 (나치즘)